# Cilvaringz
Cilvaringz är en nederländsk hiphopmusiker med marockansk bakgrund. Född som Tarik Azzougarh. Medlem i gruppen Wu-Tang Killa Beez.

## Diskografi
- Mental Chambers - 2001 (Album)
- 3rd Chamberz - 2003 (Album)
- I - 2007 (Album)